# Kisaura schimplzichta
Kisaura schimplzichta är en nattsländeart som först beskrevs av Malicky 1995.  Kisaura schimplzichta ingår i släktet Kisaura och familjen stengömmenattsländor. Inga underarter finns listade i Catalogue of Life.